# Beautiful Joe
Beautiful Joe è un film del 2000 scritto e diretto da Stephen Metcalfe, con protagonisti Sharon Stone e Billy Connolly.

## Edizione italiana
Il doppiaggio italiano è stato eseguito presso la C.D. Cinedoppiaggi, con la direzione del doppiaggio di Claudio Sorrentino. Cristiana Lionello, doppiatrice di Sharon Stone, nonostante fosse socia della CVD su prestata alla C.D.